# Charles Pomaret
Charles Pomaret, né le 16 août 1897 à Montpellier (Hérault) et mort le 11 septembre 1984 à Saint-Paul-de-Vence (Alpes-Maritimes), est un avocat, journaliste, historien et homme d'État français de la Troisième République.

## Biographie

### Jeunesse et études
Charles Victorin Henri Pomaret effectue ses études à Marseille. Il étudie d'abord à l'annexe Saint-Charles du lycée Thiers, qui faisait office de collège, puis entre au lycée Thiers en classe de seconde. Le baccalauréat en poche, il étudie à la faculté de droit et des lettres de Grenoble.  
ll interrompt ses études pour s'engager en 1915. Il est récompensé pour sa conduite au front par la croix de guerre 1914-1918 avec deux citations, et le ruban d'officier de la Polonia Restituta. 
La paix revenue, il reprend ses études, et devient le plus jeune licencié ès-lettres de France. Il passe le concours du Conseil d'État et en devient le plus jeune auditeur, en même temps que major de sa promotion. Il obtient un doctorat en droit en 1922, à l'université de Grenoble, dont la thèse s'appelle : « La Politique française des combustibles liquides : pétrole, charbon liquide, alcool, le carburant national ».

### Parcours politique
Républicain-socialiste (centre-gauche), il est élu député de la Lozère en 1928, et devient sous-secrétaire d'État à l'Enseignement technique entre 1931 et 1932. En 1938, et jusqu'à 1940, il est ministre du Travail. Il cumule de cette fonction avec celle de ministre de l'Intérieur en 1940, devenant le dernier ministre du Travail et ministre de l'Intérieur de la Troisième République. Il était très partisan de l'armistice. Ce fut lui qui, comme ministre de l'Intérieur du Maréchal Pétain, autorisa le départ du paquebot Massilia, lequel emporta à son bord de nombreux parlementaires en Afrique du Nord. Puis, le 27 juin 1940, il prend le portefeuille du Travail en remplacement d'André Février nommé ministre des Transmissions. Il quitte ses fonctions le 12 juillet 1940 quand Pétain a mis fin, deux jours auparavant, à la IIIe République. 
En marge de sa carrière politique et d'avocat, Charles Pomaret est journaliste de 1925 à 1938, en tant que directeur de la Renaissance politique, collaborateur du Capital, du quotidien radical L'Ère nouvelle et du Quotidien. Également écrivain politique et économique, on lui doit L'Armée à la conquête de l'Europe (1931) et La Politique française des combustibles liquides (1933).
Il est à maintes reprises arbitre ou président de tribunal arbitral en France et en Suisse et auprès de la Cour d'arbitrage de la chambre de commerce internationale. Spécialiste du droit administratif français, il exerce comme jurisconsulte tout en assurant la présidence du centre associé de Nice du Conservatoire national des arts et métiers.
Charles Pomaret meurt à Saint-Paul-de-Vence le 11 septembre 1984.

## Vie privée
Charles Pomaret se marie le 2 juillet 1928 à Paris avec Marie-Paule Fontenelle, la veuve d'Henry Lapauze, le conservateur du musée des Beaux-arts de la Ville de Paris.
Le couple collectionne des œuvres d'art, dont l'ensemble fut dispersé à Paris à l'hôtel Drouot le 22 mars 1976. Le musée d'Orsay conserve un Pêcheur à la coquille peint vers 1860 par Jean-Baptiste Carpeaux provenant de leur collection. Charles Despiau a sculpté le buste de son épouse en 1932.
Ils divorcent le 12 mars 1975 et Marie-Paule Fontenelle meurt trois mois plus tard le 15 juin 1975 à Neuilly-sur-Seine.